# Кадзи, Маки
Маки Кадзи (яп. 鍜治 真起 Кадзи Маки) 8 октября 1951, Саппоро — 10 августа 2021, Митака) — президент Nikoli Co., Ltd., японского производителя головоломок. Его часто называют «отцом судоку» за вклад в популяризацию этой числовой игры.

## Биография
Кадзи родился в Саппоро, на Хоккайдо, в 1951 году. Окончил Токийскую столичную среднюю школу Сякудзии, затем изучал японскую литературу в университете Кэйо, но бросил учёбу на первом курсе. После нескольких должностей, в том числе дорожного рабочего, официанта и строителя, Кадзи начал издательский бизнес.
В 1980 году Кадзи запустил ежеквартальный журнал головоломок и, будучи азартным игроком на тотализаторе, назвал его Nikoli в честь скаковой лошади, выигравшей скачку Irish 2000 Guineas 1980 года в Ирландии (в дальнейшем эта лошадь высоких результатов не показывала). Три года спустя, в 1983 году, Кадзи основал компанию под тем же названием.
Числовая головоломка судоку появилась уже в первых выпусках Nikoli. После того, как игра распространилась в Великобритании и Соединённых Штатах, она стала очень популярной.
Кадзи изобрёл или представил и другие головоломки, такие как «ожерелье», и четыре раза в год продавал по 50 000 экземпляров своего журнала головоломок Nikoli.
Было объявлено, что Маки Кадзи уйдёт с поста президента Nikoli в конце июля 2021 года. Сразу после этого, 10 августа 2021 года, он скончался в возрасте 69 лет от рака желчных протоков у себя дома в Токио.

### Книги
- «Я пошел на ипподром в Уругвае, сказав, что иду в книжный магазин» Нами Сёбо, январь 1997 года. ISBN 4-8164-1243-3
- «Почему судоку стал мировым хитом» Media Factory, март 2010 г. ISBN 978-4-8401-3265-7

### Статьи
- «Головоломка судоку доминирует в мире», Bungei Shunju, Vol. 84, No. 8, Bungei Shunju, июнь 2006 г., стр. 326—333.
- «В. Что вы думаете о „людях, которым нравится работать“? Людях, которые ищут работу, соответствующую их масштабу», «21», том 23 (№ 11) (№ 264), Институт PHP, ноябрь 2006 г., Страницы 33-35, ISSN 0910-9811.
- Савако Агава, Маки Кадзи «Я хочу познакомиться с этим человеком из Савако Агавы (659). Сейчас судоку решают около 100 миллионов человек в 83 странах мира каждый день. Отец судоку Маки Кадзи» Weekly Bunshun, Vol. 48 (No 48) (№ 2406), Bunshun, 14 декабря 2006 г., стр. 154—158.
- «Блокбастер „Судоку“, рождённый горькой неудачей», Weekly Toyo Keizai № 6182, Toyo Keizai, 17 января 2009 г., стр. 74-75, ISSN 0918-5755.
- «Как оазис на бумажном континенте: очарование головоломок в газетах», «Газетные исследования», № 703, Японские издатели и редакторы газет, февраль 2010 г., стр. 67-69, ISSN 0288-0652.